# シリア自由軍
シリア自由軍（シリアじゆうぐん、The Syrian Free Army (SFA),または、新シリア軍（New Syrian Army (NSA),  ）、革命コマンド軍（Revolutionary Commando Army,RCA）は、ヨルダン・シリア国境近くの領土を支配するシリアの野党派。
アメリカ陸軍によって訓練され、アル・タンフでホストされている。

### 砂漠の幽霊

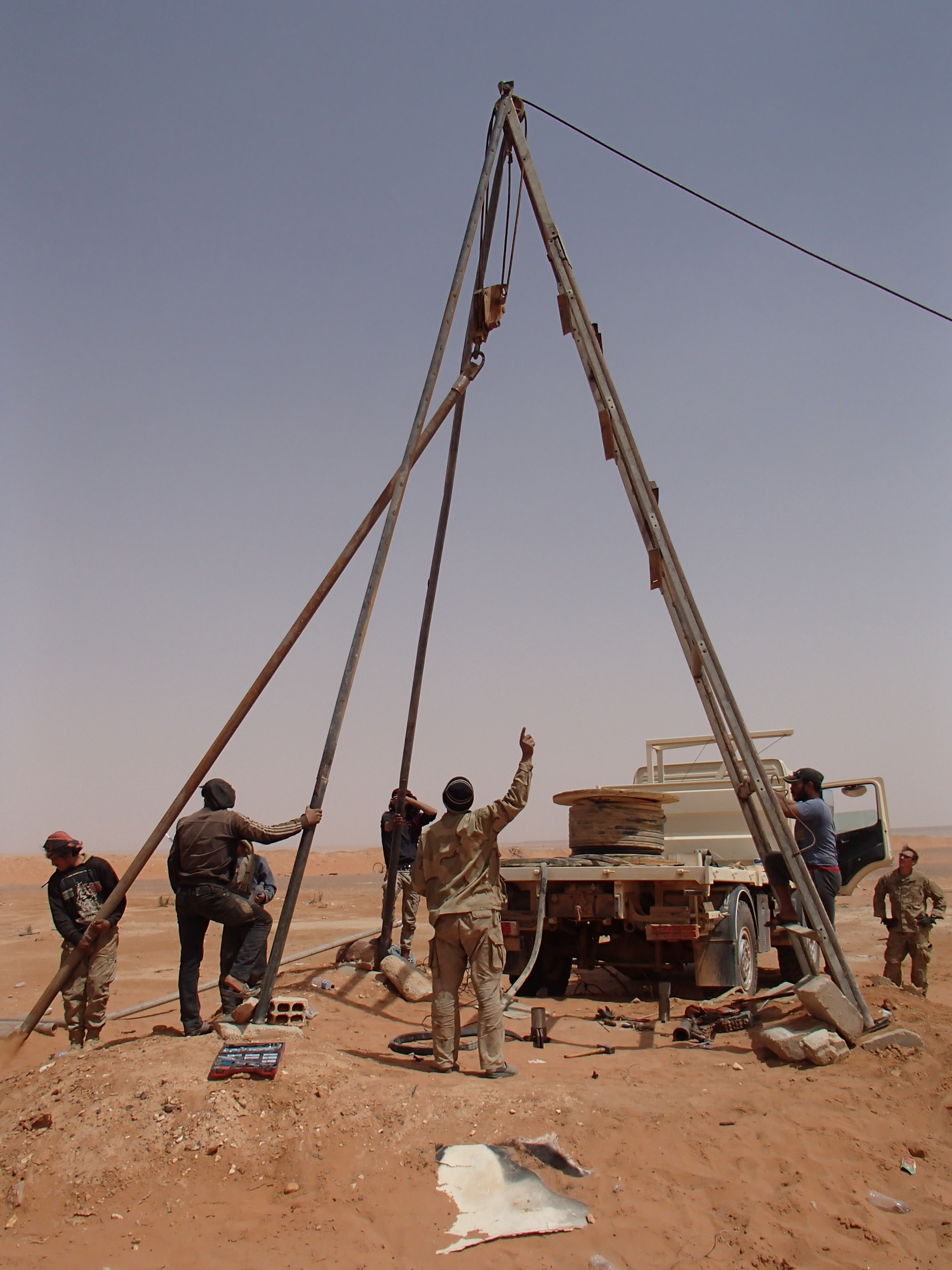
アル・タンフで井戸を修理するシリア自由軍のメンバーと米軍兵士

## シリア自由軍の指導者
- ムハンマド・ファリド(2022年10月以降)
- ムハンナド・アフマド[2](2022年10月まで)
- アブドラ・アル・ズービ(2016年12月以降、MaT)
- バラ・ファレス(メディアスポークスマン)
- ムハンマド・ジャラ(スポークスマン)
- カザル・アル・サルハン(2016年12月まで、NSYA)
- モザヘム・アル・サロウム(スポークスマン、元、NSYA)

## 運用日
- 2015年5月～2016年12月(新シリア軍)
- 2016年12月～2022年11月(Maghaweir Al-Thowra)
- 2022年11月-現在(シリア自由軍)

## グループ
- 砂漠の幽霊
- アッラー・アクバル旅団